# Dominicus Meier
Dominicus Meier O.S.B. (nascido como Michael Meier em Heggen, 10 de julho de 1959) é um frei beneditino alemão da Igreja Católica, atual Bispo de Osnabrück.

## Vida
Depois de se formar a partir do Clemens-Hofbauer faculdade em Bad Driburg e uma breve experiência como secretário de Justiça , ingressou em 1982 na Abadia Beneditina Königsmünster, tomou o nome religioso de Dominicus em, estudou em Wuerzburg e Muenster teologia e foi, em seguida, em Salzburg em Direito Canônico doutorado . De 1989 a 1991 foi juiz diocesano no tribunal diocesano Salzburg, habilitados em 1999 em Direito Canônico e foi professor titular de Direito Canônico na Ordem do College desde 2000 Palotinos em Vallendaropera. Ele também atuou de 1992 a 2001 funcionários no Arcebispo de Offizialat a arquidiocese de Paderborn como zagueiro casamento do vínculo e desde 1994 como um promotor de justiça . Desde 30 de agosto de 2013, é oficial do arcebispado Paderborn como sucessor de Wilhelm Hentze .
Dominicus estava em seu escritório como o terceiro abade de Mescheder escolhido Abbey Königsmünster em 31 de agosto de 2001 para um período de doze anos. O abade Dominicus recebeu o 6 de outubro de 2001 do então arcebispo Johannes Joachim Cardeal Degenhardt, o Abtsbenediktion . Seu lema como abade foi Per Christum congregamur - Através de Cristo somos reunidos . Seu mandato terminou no domingo de Pentecostes, em 19 de maio de 2013, com sua renúncia. Seu sucessor foi Aloysius Althaus em 8 de junho de 2013 .No Abbey Königsmünster ele era antes de muitos representantes anos da autoridade educativano ensino médio da abadia e, como tal, principalmente responsável pelos interesses financeiros da escola. Por causa de seu conhecimento especial na igreja e na lei religiosa, Dominicus é um assessor freqüentemente solicitado para muitas ordens religiosas .
Em 1 de setembro de 2013, tornou-se arcebispo Hans-Josef Becker para Offizial chamado da Arquidiocese de Paderborn.
Dominicus Meier está envolvido em numerosos projetos sociais na Terra Santa . Em 2008, o cardeal grandmaster John Patrick, cardeal Foley, nomeou-o grande oficial da Ordem do Santo Sepulcro de Jerusalém e, em 25 de outubro de 2008, investiu na ordem do arcebispo Reinhard Marx , grande prior da tenencia alemã , na catedral de Erfurt . Desde 7 de janeiro de 2012, é Prior da Comando de São Bento Meschede da Pontifícia Ordem dos Leigos e sucedeu a Michael Feldmann, prefeito do Provost St. Walburga a Werl.
Em 15 de julho de 2015 nomeado Papa Francisco ao bispo titular de Castro di Sardegna e bispo auxiliar de Paderborn. arcebispo Hans-Josef Becker lhe deu em 27 de setembro do mesmo ano, na Catedral de Paderborn, a ordenação episcopal .  co-consecrators foram os bispos auxiliares Paderborn Manfred Grothe e Matthias König .

Brasão como bispo auxiliar de Paderborn

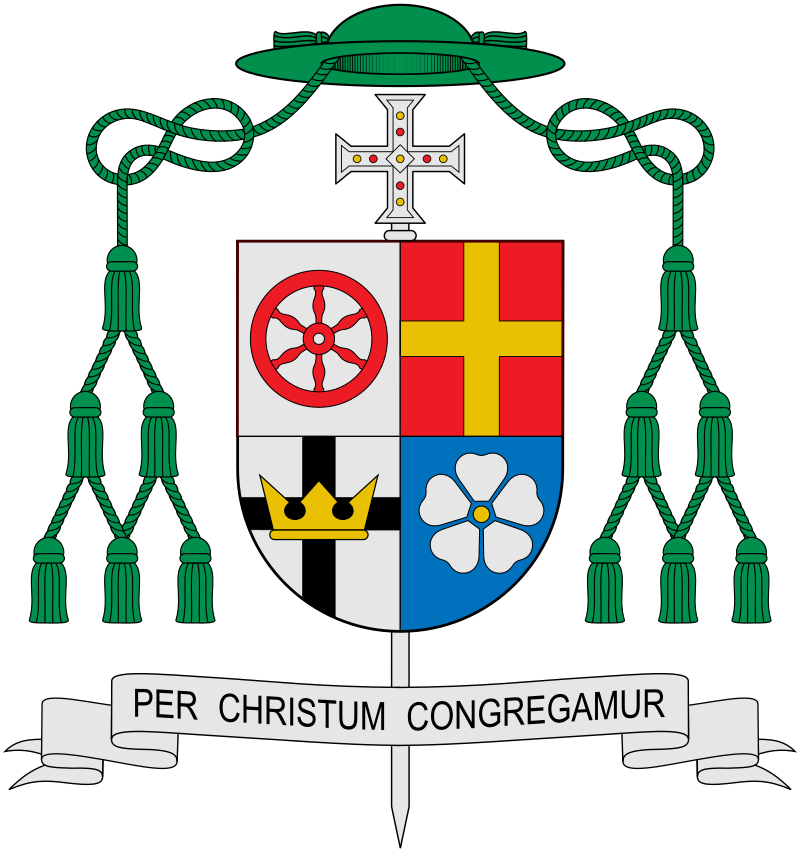
Brasão como bispo de Osnabrück

Ele é membro da Comissão para as profissões do clero e serviços da Igreja e da Comissão de Educação e Escola dos Conferência Episcopal Alemã . 
Em 28 de maio de 2024 foi nomeado pelo Papa Francisco, bispo de Osnabrück

## Brasão e lema
O brasão de Dominicus Meier, que ele usou como Bispo Auxiliar de Paderborn, é dividido em três partes. A parte superior é o brasão da Arquidiocese de Paderborn. O campo heráldico inferior direito mostra o brasão da Abadia de Königsmünster, e a rosa-branca de Sauerland no campo heráldico inferior esquerdo completa o brasão.
O lema "PER CHRISTUM CONGREGAMUR" pode ser traduzido como "Por meio de Cristo somos reunidos". Este lema é baseado na antífona Ubi caritas da liturgia da Quinta-feira Santa .
O brasão de Dominicus Meier como Bispo de Osnabrück é esquartejado e complementado por uma roda vermelha sobre fundo prateado, o brasão da diocese de Osnabrück.